# Slaget vid Reichenberg
Slaget vid Reichenberg var ett slag under sjuårskriget den 21 april år 1757 nära staden Reichenberg (tjeckiska Liberec) i Böhmen.
Marskalk von Bevern hade anlänt till Böhmen med en kår på 16 000 preussare. Vid Reichenberg mötte han den österrikiska kåren till Königsegg. Österrikarna hade med sig 18 000 infanterister och 4 900 kavallerister, men bara runt 10 000 man hade samlat sig vid Reichenberg.
Den erfarna Bevern slog sin fiende. Som följd av detta tog Bevern stora österrikiska försörjningar och kunde fortsätta sin marsch mot Prag. 